# Incon de Nantes
Incon fou cap dels vikings de Bretanya a Nantes vers 930- 937.

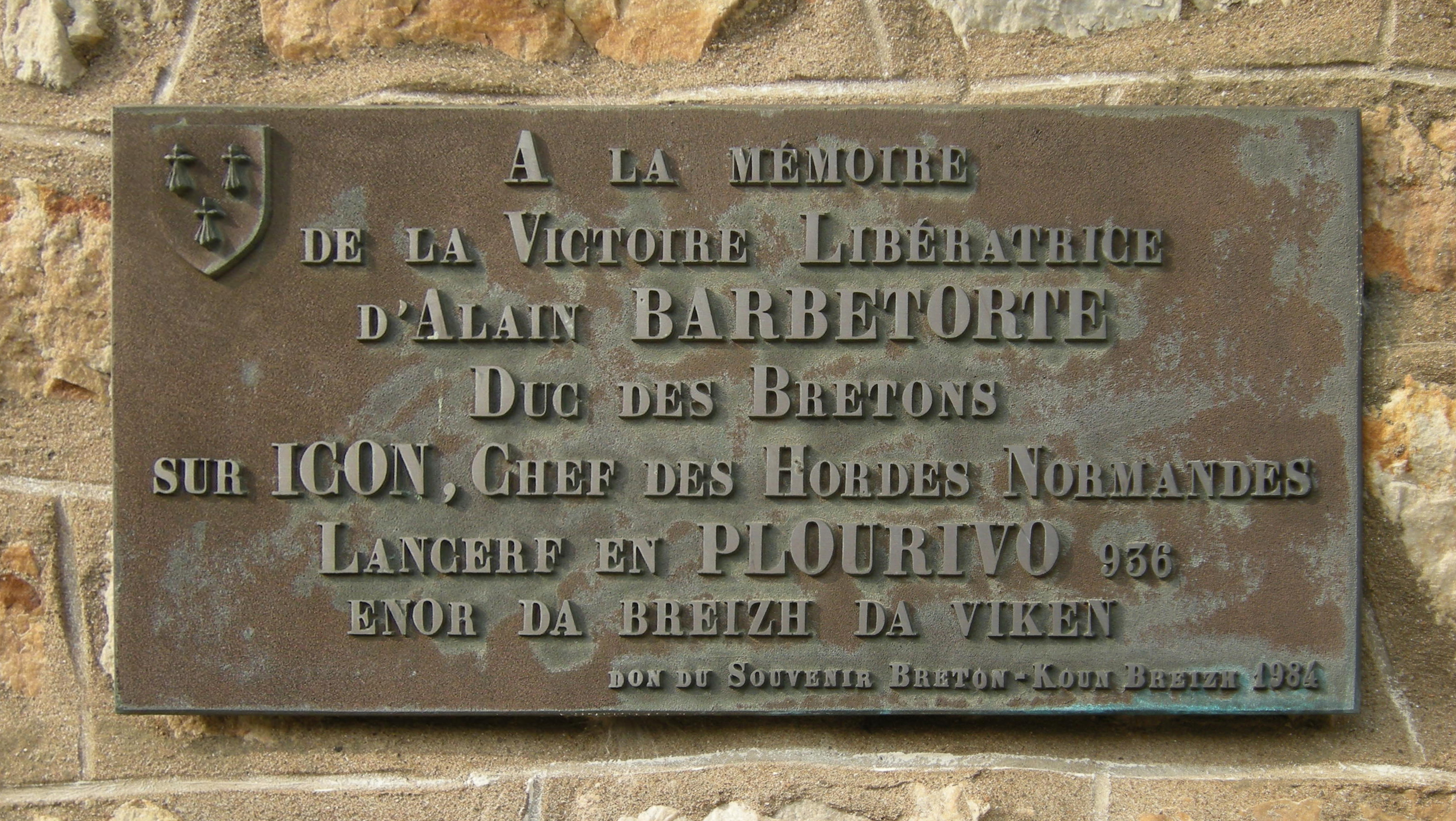
Placa a la façana de l'ajuntament de Plourivo commemorant la batalla del Trieux entre Alan II Barbitorte i Incon (curiosament sobre la placa figura el nom Icon, i no Incon).

## Biografia
Inconus o Incon és el nom donat per Flodoard al cap dels vikings de la Bretanya que va ser sens dubte el successor de Rognväld. Aquest patronímic és de manera versemblant una deformació del seu nom escandinau: Håkon o Inge. El centre del seu poder era Nantes. El seu estat comprenia Bretanya i sens dubte una part dels actuals departaments de la Vendée i de la Manche.
L'annalista anota que el 930, el rei Raül I de França va dispersar en un sol combat al lloc anomenat Ad Destricios (Estresse, prop de Beaulieu-sur-Dordogne) als «normands del Loira».
L'any següent precisa que els bretons es van aixecar en el moment de les solemnitats de la festa de sant Miquel (29 de setembre) i van matar tots els invasors començant pel seu cap, anomenat Félécan. Incon cap dels Vikings de Bretanya hauria penetrat llavors amb els seus, ajudat pels vikings de Normandia, a les terres bretones i s'hauria apoderat del país després d'haver vençut i haver matat els rebels bretons.
El 933, Guillem I de Normandia duc de Normandia va fer homenatge al rei Raül per a « la terra dels bretons situada a la riba del mar ». Es tracta del Cotentin i de l'Avranchin concedits per Carles II el Calb al rei Salomó I de Bretanya seixanta-sis anys abans. Amb això Normandia havia arribat gairebé a la seva extensió definitiva.
El 935 uns vikings, que en aquesta època no podien venir més que de la regió de Nantes i que destrossava el Berry, foren atacats i derrotats pels habitants.
Els annals francs no ens donen més informació sobre aquest personatge. Sembla que fou el cap dels vikings de Nantes que va haver de fer front a la contra ofensiva victoriosa d'Alan II Barbitorte i dels bretons retornats d'Anglaterra i qui es va acabar per la reconquesta de la ciutat i l'expulsió dels escandinaus el 937.

## La Cançó d'Aquin
La Cançó d'Aquin és una cançó de gesta del segle xii publicada sota el nom de «Le Roman d'Aquin o la Conqueste de la Bretaigne par le Roy Charlemaigne», del qual l'autor seria un bretó del cercle de l'arquebisbe de Dol-de-Bretagne. L'única versió coneguda és la d'un manuscrit del segle xv trobat a les ruïnes del convent dels Frares Menors Recol·lectes de l'illa de Cézembre a l'altura de Saint-Malo després del bombardeig per la flota anglesa el 1693.
La Cançó d'Aquin té per objecte la combinació, hàbilment efectuada, de dos esdeveniments històrics separats un de l'altre per un interval de més d'un segle.
- La conquesta de Bretanya per compte de Carlemany feta pel marquès Guiu de Nantes i els seus tinents el 799.
- L'ocupació de Bretanya pels Vikings entre 919 i 937.

El text intégre d'altra banda temes vinculats a les Croades, ja que els enemics dels francs són confosos amb sarraïns. Sembla que Incon va servir de model al rei «Aquin» dels « homes del "Nort país"» del qual la residència és tanmateix fixada a Aleth.